# Simon Boch
Simon Boch (* 18. April 1994 in Donaueschingen, Baden-Württemberg) ist ein deutscher Leichtathlet, der sich auf Langstrecken- und Crossläufe spezialisiert hat.

## Sportliche Laufbahn
Boch gewann am 13. Mai 2017 in Bautzen den deutschen Meistertitel im 10.000-Meter-Lauf in persönlicher Bestleistung von 29:13,60 min. Außerdem belegte Boch bei den Deutschen Meisterschaften über 5000 Meter und im 10-km-Straßenlauf jeweils den zweiten Platz. Mit der Mannschaft der LG Telis Finanz Regensburg errang er 2017 drei weitere Medaillen auf deutscher Ebene. In der Mannschaftswertung im Crosslauf (Mittelstrecke) sowie im 10-km-Straßenlauf belegte er jeweils den ersten Platz, im Halbmarathon Rang zwei.
Bei den Deutschen Crossmeisterschaften am 7. März 2020 in Sindelfingen war Boch der überragende Läufer: Zunächst gewann er den Titel über die Mittelstrecke mit einer Distanz von 4,4 km. Vier Stunden später wagte er sich noch einmal auf das schlammige Geläuf und holte auf der Langstreckendistanz (9,9 km) den Vizemeistertitel. Zudem errang er mit seinen Mannschaftskollegen auf beiden Strecken die Goldmedaille in der Mannschaftswertung.
2021 lief Boch im März zunächst neue persönliche Bestleistung über 10 km in 28:01 min, um dann zwei Wochen später beim itelligence Citylauf Invitational in Dresden sein Marathondebüt zu geben.
Dort musste er knapp 30 km alleine laufen, konnte aber dennoch unter der Marathon-Olympianorm von 2:11:30 Stunden bleiben und setzte sich außerdem kurzzeitig auf Platz drei in der Rangfolge der Qualifikationsleistungen für den Olympiamarathon in Tokio (Japan). Diesen konnte er aber nicht lange halten, da sich Richard Ringer wenige Wochen später mit einer Zeit von 2:08:49 Stunden auf Platz zwei in der Rangfolge setzte und infolgedessen Boch auf Rang vier verdrängte.
Im Juni wurde Boch Dritter bei den Deutschen Meisterschaften über 5000 Meter, einen Monat später verbesserte er seine Bestzeit über dieselbe Distanz auf 13:34,97 min. Im Oktober konnte er bei den Deutschen Meisterschaften im Halbmarathon siegen, zudem holte er Bronze bei den Deutschen Meisterschaften im 10-km-Straßenlauf.

Im April 2023 gewann er in Österreich den Linz Donau-Marathon.

## Ehrungen
- 2020 von German Road Races (GRR) zum Straßenläufer des Jahres gekürt.[1]
- 2021 von German Road Races (GRR) zum Straßenläufer des Jahres gekürt.[2]

## Persönliche Bestzeiten
(Stand: 21. März 2021)
- 1500 Meter: 3:45,71 min, 3. Juni 2017, Pfungstadt
- 3000 Meter: 7:56,87 min, 4. Juli 2020, Regensburg
  - Halle: 8:06,68 min, 23. Januar 2016, Fürth
- 5000 Meter: 13:34,97 min, 3. Juli 2021, Heusden-Zolder
- 10.000 Meter: 28:31,94 min, 26. Juni 2020, Uster
- 10-km-Straßenlauf: 28:01 min, 7. März 2021, Berlin
- Halbmarathon: 1:01:23 h, 19. Februar 2022, Barcelona
- Marathon: 2:09:25 h, 16. April 2023, Linz